# Sitodiplosis cambriensis
Sitodiplosis cambriensis är en tvåvingeart som beskrevs av Jones 1940. Sitodiplosis cambriensis ingår i släktet Sitodiplosis och familjen gallmyggor. Inga underarter finns listade i Catalogue of Life.